# Ernst von Wedel (Kammerherr)

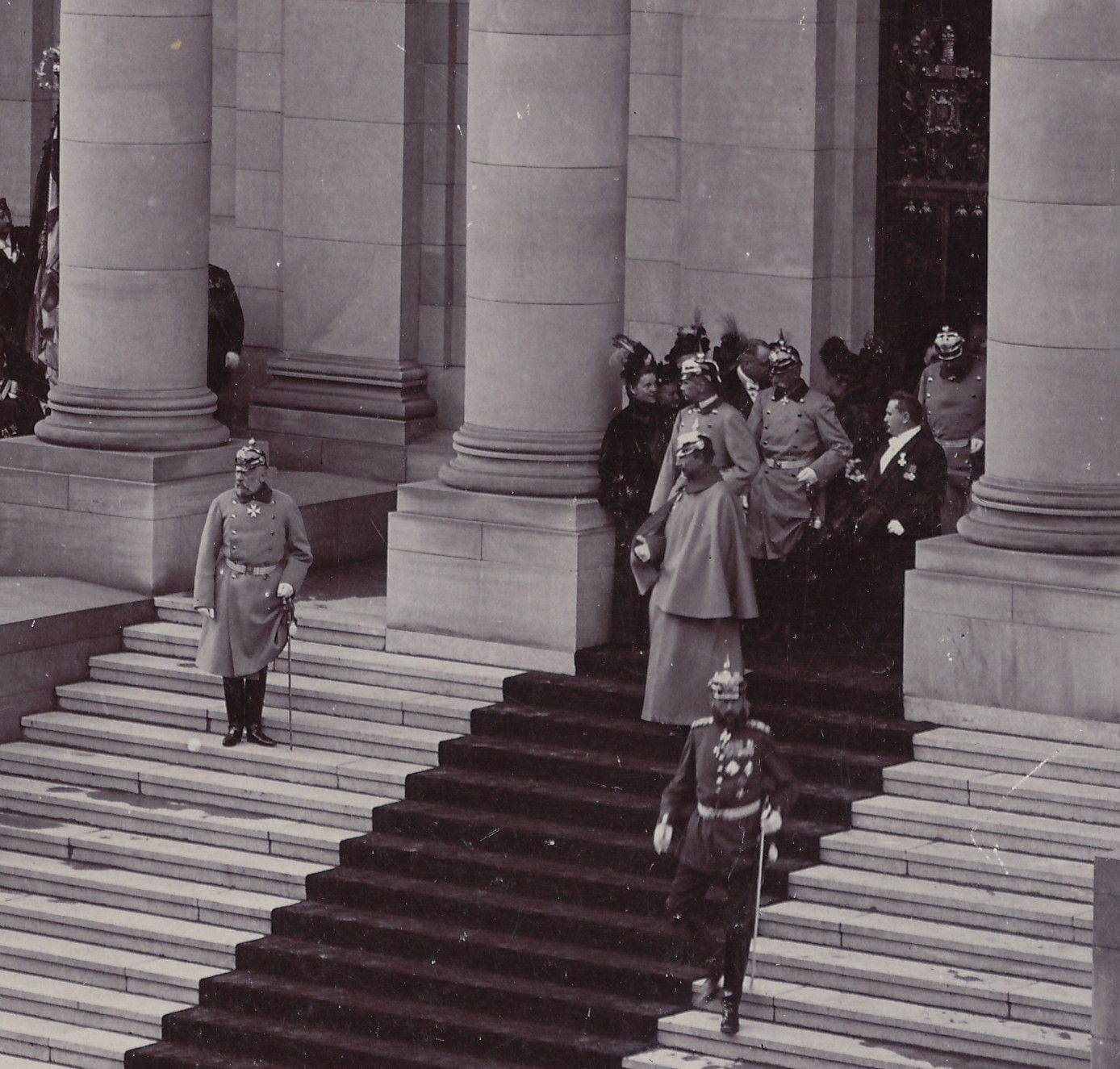
Ernst Graf von Wedel links neben Kaiser Wilhelm II. vor der Ruhmeshalle in Barmen am 24. Oktober 1900.

Ernst August Graf von Wedel (* 5. Juni 1838 in Osnabrück; † 25. November 1913 in Weimar) war ein hannoverscher Premierleutnant (bis 1866), danach Kammerherr, später Oberstallmeister beim Großherzog von Sachsen-Weimar, 1890–1905 Oberstallmeister von Kaiser Wilhelm II. am Hof in Berlin, preußischer Oberst à la suite, 1905 Ernennung zum Obertruchsess.

## Herkunft
Sein Vater war Graf Carl von Wedel (auch: Wedel-Jarlsberg, * 6. Juni 1790 in Magdeburg; † 18. November 1853 in Hannover) aus der Familie von Wedel, ein Verwaltungsjurist, seit 1826 Direktor der Justizkanzlei zu Osnabrück, 1837–1846 Osnabrücker Landdrost, 1847 Kultusminister in Hannover. Seine Mutter war Freiin Wilhelmine von dem Bussche-Hünnefeld (* 10. Mai 1805 in Haus Steinhausen bei Halle (Westf.); † 21. Juni 1892 in Weimar), Staatsdame der Königin Marie von Hannover, Tochter von Clamor Graf von dem Bussche-Hünnefeld (1767–1822), Kurhannoverscher Kammerherr, Königlich Westfälischer Gesandter in Sankt Petersburg, Königlich Westfälischer Grafenstand ⚭ 3. Juni 1803 mit Mauritia von Dalwigk (1775–1805).

## Leben
Wedel wuchs zunächst in Osnabrück auf, da sein Vater dort Landdrost war. 1847 wurde sein Vater Minister in Hannover. Wie seine älteren Brüder Carl (Halbbruder) und Alfred besuchte Ernst August die Ritterakademie Lüneburg, bevor er in die Hannoversche Armee eintrat. 1859 war er Leutnant im Regiment Garde-du-Corps in Hannover. 1866 kämpfte er in der Schlacht bei Langensalza gegen die Preußen und wurde dabei verwundet. Nachdem Ernst v. Wedel im Gefolge des Rittmeisters v. Lenthe zusammen mit sechs weiteren Offizieren der Garde du Corps von den siegreichen Preußen zunächst aus dem Königreich Hannover verbannt worden war, durfte er im Juni 1867 zurückkehren und wurde in Hietzing bei Wien, wohin König Georg von Hannover geflüchtet war, als Stallmeister des Hofstaates eingesetzt. Dort befanden sich auch seine Mutter als Staatsdame der Königin und sein Bruder Alfred als Schlosshauptmann.
Noch ungeklärt ist, wo und in welcher Funktion Wedel zwischen 1867 und seiner Heirat 1880 tätig war. Offenbar hat er seine militärische Laufbahn nicht in einer anderen Armee fortgesetzt, was ein Bericht über seine Teilnahme am Kaisermanöver 1899 nahelegt: „Es war der Anblick der Hünengestalt des Oberstallmeisters Seiner Majestät, des Grafen Ernst Wedel, in der Uniform eines Obersten der Königsulanen. Seit Langensalza hatte der Graf kein soldatisches Kleid getragen.“ Zwischen 1880 und 1885 ging Wedel an den Hof des Großherzogs von Sachsen-Weimar, wo sein Bruder Oskar seit 1860 in den Diensten des Großherzogs stand zunächst als Kammerherr und Sekretär des Großherzogs, später als Hausmarschall und Oberhofmarschall. Ernst von Wedel wurde dort zunächst auch Kammerherr und 1885 Stallmeister des Großherzogs Karl August von Sachsen-Weimar. Im Herbst 1890 berief Kaiser Wilhelm II. Wedel in gleicher Funktion an seinen Hof in Berlin, wo er als Nachfolger von Fedor von Rauch bis zu seinem Abschied 1905 das Hofamt des Oberstallmeisters ausübte. Damit gehörte er nicht nur zum Hofstaat, sondern auch zur Entourage des Kaisers. 1892 wurde ihm das Prädikat „Exzellenz“ verliehen. Bei seinem Abschied vom Hof 1905 erhielt Graf Ernst von Wedel den Titel eines „Obertruchseß Sr. M. des Kaisers“ verliehen. Sein Nachfolger wurde Hugo von Reischach. Seinen Lebensabend verbrachte Wedel in Weimar, wo er am 26. November 1913 starb. Beerdigt ist er auf der imposanten Grabstelle seines Schwiegervaters, des Kommerzienrates Emil von Wagner auf dem Westfriedhof II in Aachen. Dort wurden auch seine Frau sowie seine Tochter Alice Gräfin Lynar und sein Sohn Hans-Jürgen beigesetzt.

## Familie
Graf Ernst von Wedel heiratete am 28. Juli 1880 in Aachen Johanna Marie Leonie von Wagner (* 20. Dezember 1858 in Aachen; † 16. März 1932 in Berlin), Tochter von Emil (von) Wagner (* 12. Februar 1814 in Aachen; † 27. Dezember 1897 in Aachen), Tuchfabrikant und Kommerzienrat in Aachen, der am 5. Januar 1892 in den preußischen Adelsstand erhoben wurde. Ihre Mutter war Marie-Luise Heuser (* 2. August 1833 in Ronsdorf / Wuppertal; † 23. September 1918 in Weimar).
Kinder:
- Alice Wilhelmina Maria Louise Emilie (* 18. März 1882 in Weimar; † 14. März 1974 in Köln) ⚭ 1911 mit Heinrich Hermann Albert Guerrino Graf von Lynar (* 31. August 1874 in Lübbenau; † 13. Februar 1961 in Pönitz), Sohn des Generalleutnants Graf Hermann Albert zu Lynar.
- Emil Eugen Erhard Alfred Oskar Fritz Edzard (* 14. September 1886 in Weimar; † 18. Dezember 1970 in Wiesbaden), Elektroingenieur und Verwaltungsbeamter.
- Jürgen-Ernst Friedrich (* 18. März 1890 in Weimar; † 27. März 1956 in Hannover), Offizier im Kaiserreich, Reichswehr, Wehrmacht, zuletzt Major.
- Wilhelm Alfred Karl Leo (* 18. November 1891 in Berlin; † 19. Oktober 1939 in Potsdam), preußischer Rittmeister, Gutsbesitzer, Landrat des Landkreises Ostprignitz, Polizeipräsident von Potsdam und SS-Brigadeführer.
- Alfred Robert Clemens (* 22. Februar 1895 in Berlin; † 18. Oktober 1973 in Köln) I. ⚭ am 15. Mai 1927 in Burgdorf mit Victoria Freiin von Dobeneck (* 5. Mai 1809 in München; † 2. Mai 1943 in London), geschieden am 3. Januar 1933; II. ⚭ am 23. Juni 1936 in Berlin mit Alice Bronsch (1910–), geschieden am 1. Mai 1948; III. ⚭ am 4. Oktober 1950 in Wiesbaden mit Caroline Prinzessin von Reuss-Köstritz.

## Orden
- Roter Adlerorden, 1. Klasse
- Königlicher Kronenorden, 1. Klasse
- Rechtsritter des Johanniterorden, Kommendator
- Fürstlich Hohenzollersche Hausorden, Ehrenkreuz 1. Klasse
- Königreich Hannover: Ernst-August-Orden, Ritter 2. Klasse
- Großherzogtum Baden: Orden vom Zähringer Löwen, Großkreuz
- Königreich Bayern: Verdienstorden vom Heiligen Michael, Großkreuz
- Fürstentum Bulgarien: Orden für Zivilverdienste, 1. Klasse
- Kaiserreich China: Orden vom Doppelten Drachen, 2. Klasse I. Stufe
- Großherzogtum Hessen: Verdienstorden Philipps des Großmütigen, Großkreuz
- Königreich Italien: Ritterorden der hl. Mauritius und Lazarus, Großkreuz
- Königreich Italien: Orden der Krone von Italien, Großkreuz
- Fürstentum Schaumburg-Lippe: Lippischer Hausorden, Ehrenkreuz 1. Klasse
- Großherzogtum Mecklenburg-Schwerin: Greifenorden, Großkreuz
- Königreich Niederlande: Orden von Oranien-Nassau, Großkreuz
- Österreichisch-kaiserlichen Leopold-Ordens, Großkreuz
- K.u.k.-Monarchie: Orden der Eisernen Krone, Ritter 1. Klasse
- Großherzogtum Oldenburg: Haus- und Verdienstorden, Großkreuz
- Orden der Krone von Rumänien, Großkreuz
- Kaiserreich Russland: Kaiserlich-Königlicher Orden vom Weißen Adler
- Königreich Sachsen: Albrechts-Orden, Großkreuz
- Großherzogtum Sachsen-Weimar: Großherzoglicher Hausorden der Wachsamkeit oder vom weißen Falken, Großkreuz
- Herzoglich Sachsen-Ernestinischer Hausorden, Komtur 1. Klasse
- Königreich Schweden: Königlicher Nordstern-Orden oder das schwarze Band, Großkreuz
- Königreich Serbien: Takovo-Orden, Großkreuz
- Osmanisches Reich: Osmanié-Orden, 1. Klasse
- Osmanisches Reich: Medschidié-Orden, 1. Klasse
- Königreich Württemberg: Friedrichs-Orden, Großkreuz[16]

## Trivia
- Als in den zwei Jahrzehnten 1888 und 1908 dort [am Kaiserhof in Berlin] gleichzeitig zwei Wedel tätig waren, Graf Ernst Wedel als Oberstallmeister, Herr von Wedel-Piesdorf als Hausminister, sprach man von beiden nur als «Stallwedel» und «Hauswedel».[17]